# Pergetés
A pergetés a mézkinyerés leggyakoribb módja. A méhész a kaptárból kivett keretek fedelezését eltávolítja, majd lefelé fordítva a pergetőbe teszi. A pergetőbe egyszerre több keret fér. Lehet kézi, vagy gépi hajtású. A gépesített pergetők között önfordítósok is vannak, amelyek automatikusan megfordítják a keretet, ha az egyik oldala kiürült. A sugaras pergetőkben nem kell keretet fordítani, mert mindkét oldal egyformán ürül.
Egyes mézfajták, illetve a kristályos méz nem pergethetők. A méz csurgatással és préseléssel is kinyerhető. A préselés előnye, hogy a pergetés utáni maradék méz is kiüríthető, és csak néha kell állítani a présen. Ezt a mézet sajtolt méznek nevezik. Csurgatni csak fiasításmentes lépeket szabad. Ezekhez a módszerekhez is fedelezni kell.
A fedelezés eszköze lehet kés, sejtnyitó villa, sejtgyalu, vagy gép.

## A méz elvétele
A méz elvételéhez legjobb az az idő, amikor még van hordás. Ekkor a legkisebb a rablás veszélye, és a méhek is nyugodtabbak. Ha már nincs hordás, akkor ezt a munkát korai időpontra kell tenni.
A mézet akkor kell elszedni, amikor érett. Ezt onnan lehet tudni, hogy már lefedték a felét-kétharmadát. A nyitott sejtekből még rázás után sem csöpög ki. Víztartalma 18% körüli. Ha túl korán veszik el, akkor a méz romlékony lesz, nem tartható el sokáig, ráadásul víztartalma miatt hamisításra gyanús. Ha túl későn, akkor nagyon nehezen vagy egyáltalán nem pergethető már, különösen, ha belekristályosodott a keretbe. Technikai okokból azonban előfordul éretlen méz pergetése kis kaptáras méhészetekben vagy vándorméhészetekben.
A méhész felnyitja a kaptárat, és végignézi a kereteket. A kiválasztott kereteket kiveszi, eltávolítja róla a méheket, és egy gyűjtőládába teszi. A keretek akkor vehetők el, ha 2/3 részük fedett, és nincs rajtuk nyílt fiasítás. Nem mindig könnyű megítélni az elvehető méz mennyiségét. Rakodókaptárakkal dolgozva a mézkamra mellett a fészket is meg kell nézni, hogy marad-e elég élelme a családnak. Ha a méhész nem elég körültekintő, akkor véletlenül is lerabolhatja a családjait, aminek később kellemetlen következményei lesznek. Rakodókaptár használata esetén a szemle és a méztér elvétele között is lehet méhteleníteni.
A méhtelenítésnek több módszere is van: a lesöprés, a leűzés és a szöktetés. A keretről célszerű a méheket a kaptárba söpörni, különben a fiatalok nem találnak vissza, mert még nem tájoltak. A vegyszeres leűzéshez karbolt használnak. A mézkamra tetejére keretet tesznek, amit több réteg szövettel fednek be, és minderre bádogot, viaszosvásznat vagy kartont szegeznek. A vásznat karbolos vízzel foltokban meglocsolják. Ezután a nép kitódul a mézkamrából. Melegben a leghatásosabb. A szöktetés sokkal szelídebb, de lassabb módszer. A szöktető behelyezése után egy-két napot várni kell. Előnye, hogy maga a szüret ezután gyors lesz, rablástól pedig nem kell tartani. A mézszüret után a szöktetőt ki kell venni, különben a méhek összeragasztják, és ezzel tönkreteszik.

## A mézzel való bánás szabályai
A mézzel csak az foglalkozhat, aki nem szenved fertőző betegségben, nem tünetmentes hordozó, és nem szenved bőrbetegségben. Továbbá kezén nem lehet nyílt seb, és nem lehetnek kiütései vagy fekélye sem. Tiszta ruhát kell felvennie, haját be kell fednie, és kezét is meg kell mosnia, mielőtt a mézhez nyúl.
A méz kezelésére nem kell külön helyiségről gondoskodni, ha az évi méztermelés nem haladja meg a 2000 kg-ot. A külön helyiséget a méhésznek vándortanyán sem kell biztosítani. Ezt azonban úgy kell befesteni, takarítani és berendezni, hogy a méz ne szennyeződhessen.
Belülről be kell festeni vagy meszelni. Legyen száraz, jól szellőztethető, jól világítható, és mosható padlójú. Szúnyoghálóval kell védeni, rendszeresen szellőztetni és takarítani kell. A tisztaságra vigyázni kell, nem szabad állatot beengedni; itt aludni, dohányozni, lakni sem szabad.
A mézet védeni kell az erős napsütéstől, és az erős szagoktól, így nem lehet a közelben szemétlerakó, komposzt, trágyadomb vagy pöcegödör. A hőmérséklet ne kedvezzen a kristályosodásnak, tehát ne legyen tartósan 10 és 20 fok között.
A mézben található savak megtámadhatják a fémeket, és a beoldott anyagok szennyezhetik a mézet, ezért minden eszköznek, edénynek, gépnek saválló anyagból kell készülnie. A fémek között alkalmas az ón, a  nikkel, a saválló és rozsdamentes acél, alumínium, vagy az ónnal bevont vagy zománccal védett fém. Használható még üveg, porcelán, kő, és méhviasszal vagy paraffinnal bevont fa. Sérült vagy lepattogzott zománcú edény vagy más eszköz nem használható.  Használat előtt és után gondosan át kell mosni, kicsurgatni, áttörölni vagy kiszárítani. Ezekben az edényekben nem szabad semmi olyat tárolni, ami beszennyezheti a mézet.
A mézet szállító járműnek is tisztának kell lennie. Nem szállíthat fertőző vagy szennyező anyagot, vagy olyat, aminek erős szaga vagy íze van, mert a méz ezt átveheti. Vasúton csak élelmiszernek alkalmas kocsiban szállítható.
A méz tisztátalan, ha por lepte be, vagy lepattogzott zománc, vagy szennyező anyag jutott. Fertőzött az a méz, ami kórokozókat vagy azok csíráit tartalmazza, különös tekintettel a nyúlós költésrothadásra. Romlott, ha fiasítást, méhet vagy más rovart tartalmaz, megsavanyodott, megpenészedett, szaga vagy íze undorító. Az ilyen mézet nem szabad eladni.

## Pergető

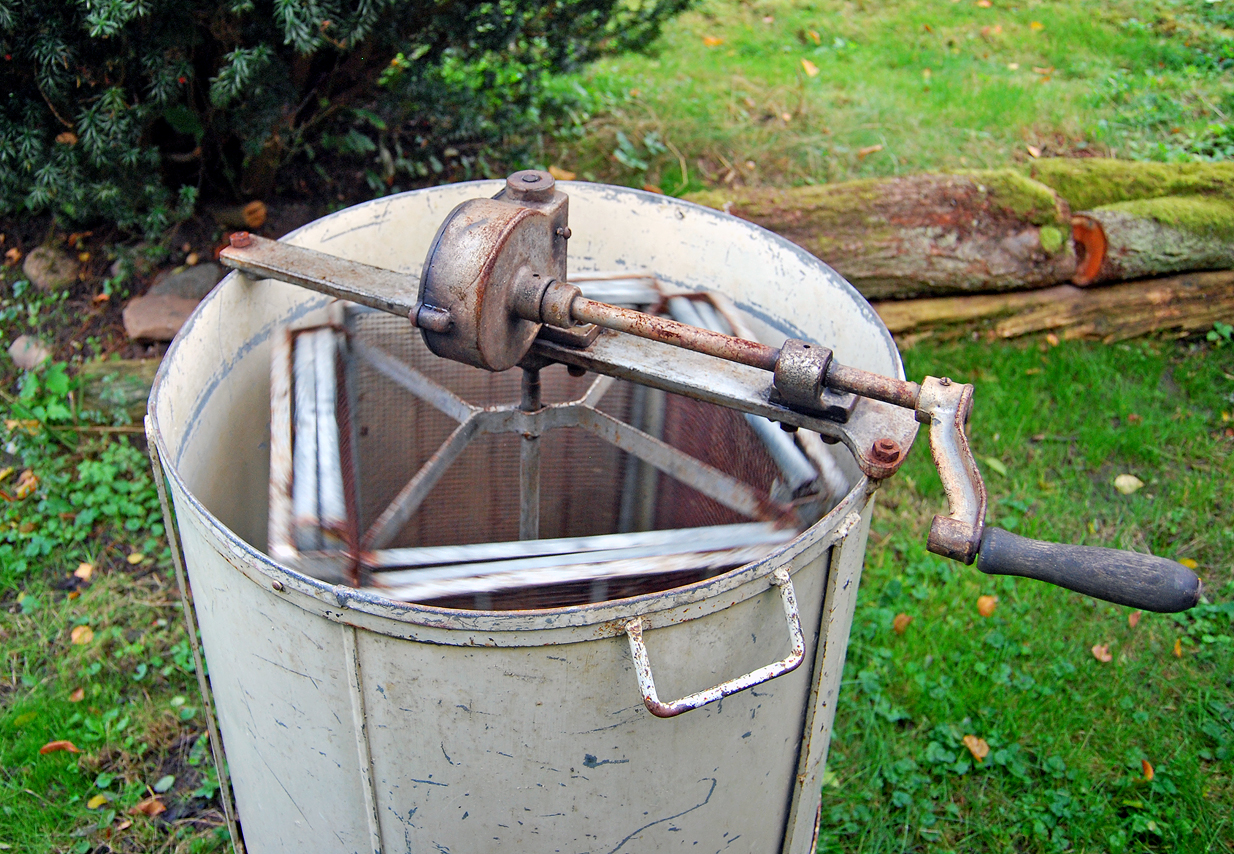
Kézi mézpergető

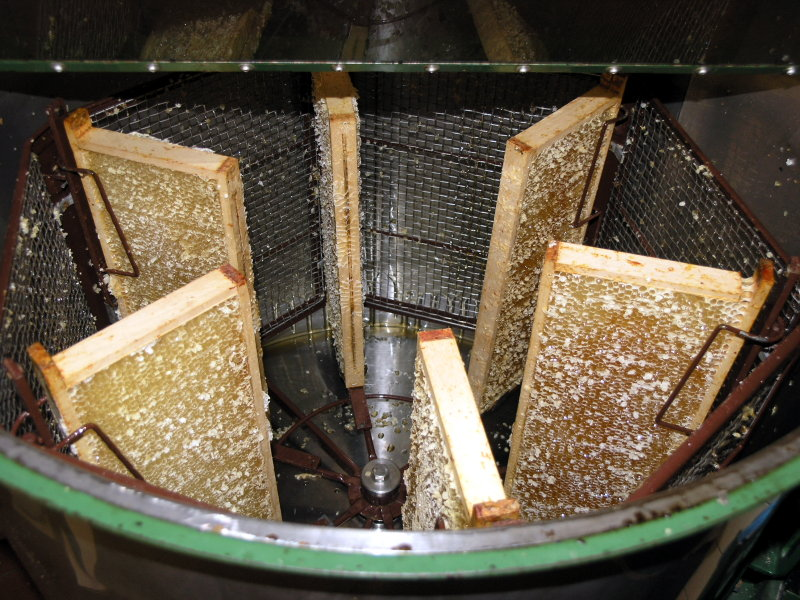

A pergetőnek több típusa van. Van kézi vagy elektromos hajtású, féloldali vagy kétoldali, sugaras. A pergetőhelyiségbe nem szabad méhnek bejutnia, de a kereteken rendszerint marad néhány méh. Célszerű az ablakokat szöktetővel felszerelni, hogy a méhek távozhassanak, de ne jöhessenek vissza.
A pergető részei:
- dob vagy tartály a méz felfogására
- kosár vagy motolla, ide teszik a lépeket
- hajtószerkezet

Szerkezete:
- A tengely golyós csapágyon fordul
- A hajtószerkezet szabadon futó és fékes
- Kézi pergetőben az áttét elég magas fordulatszámú. Gép pergetőben erre nincs szükség, ott 1:1 lehet az áttét
- A dobot abroncs szilárdítja
- Nagy pergetőhöz két kifolyó kell. A kifolyókat el lehet zárni
- Féloldali pergetőben a lépnek támaszték kell; a kosárnak erősnek kell lennie, ez véd a lép kiszakadása ellen

Az önfordítós pergetők mellett vannak kézi átfordítós pergetők is. Itt a lépek kiszedésük nélkül átfordíthatók. A lépek száma is növelhető, de ennek határt szab a helyfoglalás és a kézi erő. Csak motoros pergetőben lehet egyszerre sok lépet pergetni. Sugarasan akár 45 lép is elhelyezhető. Kettős pergetőben a normál lépszámnak a kétszerese fér el, a pergető mérete viszont csak egy kicsit nagyobb. Ez egy féloldalas pergető, amiben a lépek kettesével állnak, bádog válaszfallal elválasztva. Voltak próbálkozások hármas pergetőre is.
Féloldali pergetőkben a keretek az érintővel párhuzamosan helyezkednek el, egyik oldaluk befelé, a másik kifelé néz. A kétoldali pergetőben a keretek sugár irányban helyezkednek el. A pergető a centrifuga elvén működik, tehát a féloldalasban a külső oldal, kétoldalasban mindkét oldal egyformán ürül. A kétoldalas előnye, hogy nem kell megfordítani a lépeket, és a lépek középfala tehermentesül, viszont a pergetés tovább tart. A féloldalas az elterjedtebb.
Vándorméhészkedés céljára is készítenek pergetőket, amelyek szétszedhetők, hogy minél kisebb helyet foglaljanak. A tartály egymásba tolható gyűrűkből áll, vagy hajlékony lemezek alkotják, amik lapos lemezekként szállíthatók. Fekvőkaptárba is építhető pergető, ami mindig pergetésre és szállításra kész.
A pergető teljesítőképességét így kell számítani:
teljesítőképesség = tengely és lép távolsága * a forgás sebességének négyzete,
ahol a forgás sebességét a másodpercenkénti fordulatszámban kell megadni. Ebből a centrifugális erő is megbecsülhető:
F = teljesítőképesség * a méz súlya 1cm2 nagyságú lépen * 4
A kétoldali pergetőben a centrifugális erő mellett a szívóerő is segít kiüríteni a mézet. A méz kifolyásával egyre gyengülnek ezek az erők, így a méz egyre nehezebben ürül ki. A legalaposabb pergetés a méz 3-3,5%-át hagyja meg, a kevésbé alapos akár 40%-ot is bent hagy.
A féloldali pergetőben a centrifugális erő a belső oldali méz súlyát sokszorosára növeli. Ez megterheli a lép középfalát, ami elhajolhat, hozzányomódhat a pergető kosarához, és ki is szakadhat. Emiatt kedvezőbb, ha először csak részben pergetik ki az egyik oldalt, majd megfordítják a keretet, és úgy pergetik ki a másik oldalt. Végül másodszor is megfordítják a keretet, és befejezik az első oldal pergetését.
A kétoldali pergetőben a centrifugális erő hatására a lépek külső részén kifolyik a méz, amit lendülete és a szívóerő a falhoz röpít. A szívóerőt az okozza, hogy a lépek a tengelynél vannak a legközelebb és a dob szélén a legtávolabb egymástól, így a levegő kifelé áramlik. A szívóerő csak akkor ébred, ha a dob fedett. A különböző építésű pergetőkben mértéke erősen változó.

## A pergetés folyamata
A pergetéshez kedvező a meleg, mert akkor a méz folyósabb, viszkozitása kisebb. A hőmérséklet növelésének azonban határt szab egyrészt az, hogy a méz enzimtartalma tönkremegy 45 Celsius-fok felett, másrészt az, hogy a viasz a melegben könnyebben sérül. Különösen sérülékeny a fiatal vagy a hiányos építésű lép. A kiszakadás megakadályozására a lép belső oldalát deszkával támasztják meg, így a lép nem fog kiszakadni. 36 fokon még nem kell tartani a lép szilárdságának csökkenésétől.
A pergetőt olyan magasan kell elhelyezni, hogy a kifolyó alá férjen az edény. Vándortanyán sokszor gödröt ásnak neki. Magának a pergetőnek stabilan kell állnia, Erre több lehetőség is van.
- Lábas pergető. A lábakat a földhöz csavarozzák.
- Lábatlan pergető ládán vagy betonemelvényen. Három irányban vafobnattal rögzítik.
- Örösi vándorlás céljára azt javasolja, hogy a ládát a méhész tegye háromszögű vaskeretre és töltse fel földdel. A sodronyok pedig a vaskerethez csatlakozzanak.

Először lassan kell hajtani. Féloldalas pergetőben a másik oldalt lehet gyorsabban pergetni, majd újra az első oldalt. A kétoldalas pergetőt fokozatosan kell egyre gyorsabbra kapcsolni. Egyes gépesített pergetők maguktól szabályozzák a pergetés sebességét. A sebesség függ a hőmérséklettől, a lép szilárdságától és a méz folyósságától. Az öreg lépeket másfélszer gyorsabban lehet pergetni, mint az átlagosat. A hízlalt lépet al első fordításig óvatosan kell kezelni, de utána már normál lépként pergethető.
Egyes években sok édesharmatméz gyűlik össze. Mivel gyorsan kristályosodik, és téli eleségnek is rossz, ezért idejekorán ki kell pergetni. Rendszeresen ellenőrizni kell, hogy van-e belőle utánpótlás, és ha van, akkor hamar pergetni kell. Ha a méz bekristályosodott a lépbe, akkor a következőképpen távolítható el:
- A sejteket egészen a műlépig levakarják. A méz a kaparékból olvasztással nyerhető ki.
- A lépet vízben feláztatják, és üres lépekkel megközölve teszik vissza. Csak a gyűjtés befejezte után hatásos, különben a méhek a sejtekbe újra édesharmatmézet hordanak.
- Üres lépek helyett műlépcsíkos keretekkel, építtető keretekkel vagy felső keretlécekkel közölik meg. A család az édesharmatmézet építésre használja. A maradék édesharmatméz tavasszal visszaetethető.
- A fiasítás körüli mézkoszorút lekapraják, vagy az anyát mézkoszorú nélküli lépekre zárják. A fiasítás kikelése után a régi lépek kiáztathatók.

## Utómunkálatok
Pergetés után a lépeket vissza kell adni a méheknek. A kaptárba kell visszatenni, mivel a kinyalatás növeli a fertőzésveszélyt. Ügyelni kell arra, hogy rablás törhet ki. Ennek megelőzésére este kell visszaadni a lépeket, ha nincs gyűjtés.
A fedelezéshez tapadt méz egy része kinyerhető pergetéssel, vagy visszaadható a méheknek. Pergetéshez dróthálóba kell tenni. Ha van szűrős kosara a pergetőnek, akkor nincs szükség a dróthálóra.
A család elfogyasztja a visszaadott mézet, és a fedelezést is felhasználja. Sokszor összekenik magukat, és furcsa építményeket építenek. Szűrőládával megoldható mindkét probléma. 
A fedelezés ki is olvasztható, és inkább a viasza értékes, mert teljesen friss. A méz minősége romlik.
A pergetőt és az edényeket ki kell mosni, és megszárogatni, különben megrozsdásodnak, vagy legalábbis ragadnak.